# 일본의 국가
《기미가요》(일본어: 君が代, きみがよ, 임금의 치세)는 일본의 국가이다.
이 노래의 유래는 고금 단가집의 "我が君は千代に八千代にさざれ石の巌となりて苔の生すまで 와가키미와치요니야치요니사자레이시노이와오토나리테코케노무스마데[*]"이다. 이 단가의 "我が君は(와카키미와)"를 "君が代は(기미가요와)"로 바꿔 현재의 가사가 되었다. 기미가요에서 '기미'(일본어: 君, 군)는 그 대상이 일본 천황으로 해석이 되는 것이 보통이다.
메이지 시대에 하야시 히로모리(林 廣守)가 이 가사에 선율을 붙였다. 하지만 현재의 기미가요를 완성한 사람은 독일인 출신의 음악가이자 대한제국의 애국가를 작곡한 프란츠 에케르트이다. 과거에는 일본 제국 지배하의 식민지였던 조선, 타이완, 일본 제국의 괴뢰 국가였던 만주국, 왕징웨이 정권, 몽강국 등에서도 불렸다.
1945년 제2차 세계 대전 패전 이후 공식 국가는 없었으나 사실상 국가로 계속 사용되었다. 그러다가 1999년에 제정된 「국기 및 국가에 관한 법률」(이른바 「국기국가법」)에 의해 법적으로 기미가요가 다시 국가가 되었다. 그러나 기미가요 법제화에 반대한 좌익 성향 일본인들도 상당수 있었다. 지방교육의원회가 입학식이나 졸업식에서 기미가요 제창을 지지하면서 이에 대해 거부하는 어느 학교장이 곤욕을 치르는 사태가 일어나기도 했다. 방송에서도 사용하는 경우가 있으나 민영 닛폰방송 라디오와 공영방송인 NHK 방송에서만 사용되고 있다.

## 가사

### 일본어가사
| 君が代 (일본어, 히라가나와 한자 혼용)                  | きみがよ (일본어, 히라가나)                                          | 기미가요 (한글 표기)                                                 |
| ------------------------------------------------------ | -------------------------------------------------------------------- | -------------------------------------------------------------------- |
| 君が代は 千代に八千代に 細石の 巌となりて 苔の生すまで | きみがよは ちよにやちよに さざれいしの いわおとなりて こけのむすまで | 기미가요와 치요니야치요니 사자레이시노 이와오토나리테 고케노무스마데 |

### 한국어가사
| 기미가요한국어 번역 표기 |
| ------------------------ |
| 임의 시대는              |
| 천 대에 팔 천 대에       |
| 조약돌이                 |
| 바위가 되어서            |
| 이끼가 낄 때까지         |

## 같이 보기
- 국화문장
- 욱일기
- 바다에 가면
- 왕이 죽었다, 국왕 만세!
- 만세